# Shinobi (Computerspiel, 2002)
Shinobi ist ein Actionspiel für PlayStation 2. Es erschien am 10. November 2002 in den Vereinigten Staaten. In Japan erschien das Spiel am 5. Dezember 2002. In Europa kam das Spiel am 15. Mai 2003 heraus. Es ist Teil der Shinobi-Reihe.

## Handlung
Der junge Ninja Hotsuma führt ein Schwert, das sich von Seelen ernährt. Er kann Ninja-Magie, Shuriken, Zaubersprüche und Spezialfähigkeiten ausführen. Als Hotsuma nach einem Erdbeben eine goldene Burg findet, macht er es sich zum Ziel, den mächtigen Hiruko zu besiegen, denn Hiruko hat in Japan Kreaturen beschworen, damit er die Stadt Tokio zerstören kann. Hotsumas Ziel ist es Hiruko zu besiegen.

## Spielprinzip
Shinobi ist ein 3D-Action-Adventure-Spiel. Der Spieler spielt den Protagonisten Hotsuma. Das Spiel besteht aus acht Leveln, die jeweils in zwei Abschnitten und einen Bosskampf unterteilt sind. Das Gameplay besteht daraus, sich schnell durch Level zu bewegen und Feinde zu töten. Das Spiel hat keine Checkpoints, ermöglicht es dem Spieler jedoch, vom Beginn eines Bosskampfes an weiterzumachen, wenn er stirbt.
Es ist ein Hack-and-Slash-Spiel. Hotsumas Schwert Akujiki ist seine Hauptwaffe. Akujiki ernährt sich von Seelen und verschlingt zunächst die der Feinde, die es tötet, dann die von Hotsuma selbst, wenn er zu lange keine Feinde tötet. Dies führt zu einer Betonung darauf, alle Feinde in einem Kampf so schnell wie möglich zu töten. Hotsuma kann auch Shuriken einsetzen, um seine Feinde kurzzeitig zu lähmen.

## Rezeption
Das Spiel erhielt durchschnittliche Kritiken. IGN und GameSpy kritisierten die schlechte KI der Feinde, während sie die Bosse lobten. Electronic Gaming Monthly kritisierte einen hohen Schwierigkeitsgrad. Steven Hopper von GameZone sagte: „Während einige sich ein bisschen mehr Tiefe von einem Ninja-Spiel wünschen würden, denke ich, dass das Gameplay des Spiels nahe an seinen Wurzeln hält.“